# کرم‌قاشقی‌واران
کرم‌قاشقی‌واران (نام علمی: Echiuroinea) نام یک راسته از شاخه کرم‌های قاشقی است.